# 范温
范温（？—？），又名仲温，字元实，号潜斋，成都华阳人。范祖禹之子，秦观之婿，吕本中之表叔，曾学诗于黄庭坚。

## 文学
《紫微诗话》载：“表叔范元实既从山谷学诗，要字字有来处。尝有诗云：夷甫雌黄须倚阁，君卿唇舌要施行。”

## 著作
据《郡斋读书志》卷一三和《文献通考》卷二四九的著录，范温著有《潜溪诗眼》一卷。
《蜀中广记》卷九九《著作记》载：“《潜斋诗眼》一卷，范温元实著。祖禹之子，学诗于山谷。潜斋，其别号云。”此书著录的书名与《郡斋读书志》卷一三和《文献通考》卷二四九的著录小异。
1. 1 2  张海明. . 北京师范大学学报：社会科学版. 1994年, (第3期): 50-58页 共9页.